# Clepticus
Clepticus es un género de peces de la familia de los Labridae y del orden de los Perciformes.

## Especies
De acuerdo con FishBase:
- Clepticus africanus Heiser, Moura & Robertson, 2000
- Clepticus brasiliensis Heiser, Moura & Robertson, 2000
- Clepticus parrae (Bloch & Schneider, 1801)